# Kleineisenindustrie
Als Kleineisenindustrie wird in Österreich ein Teilbereich der Metallindustrie bezeichnet, der die Eisenverarbeitung bzw. Metallwarenproduktion in dezentral organisierten Kleinbetrieben umfasst. Der Begriff hat vor allem historische Bedeutung.
Betriebe der Kleineisenindustrie erzeugen Eisenwaren wie Werkzeuge, Schneidwaren, Beschlagteile, Ketten, Schrauben, landwirtschaftliche Geräte, wie Hacken oder Sensen.
Zentrum der österreichischen Kleineisenindustrie war der steirische Erzberg. Der ihn umgebende riesige Wirtschaftsraum wurde als Eisenwurzen bezeichnet und umfasste Teile der heutigen Bundesländer Steiermark, Niederösterreich und Oberösterreich. Wichtige Orte waren Innerberg (das heutige Eisenerz), Steyr und Waidhofen an der Ybbs. Heute entwickelt sich in diesem Gebiet, das mit dem Namen österreichische Eisenstraße beworben wird, ein bescheidener Tourismus.

## Geschichte
Die Eisenwurzen als Wirtschaftsraum entwickelte sich ab dem Spätmittelalter mit einem ersten Höhepunkt in der frühen Neuzeit. Im 16. Jahrhundert wurden in dieser Region 20 % der europäischen Eisenproduktion abgewickelt. Zum Niedergang der Kleineisenindustrie kam es ab der zweiten Hälfte des 19. Jahrhunderts durch die Industrialisierung.

## Die wesentlichen Elemente
Grundlage jeder Kleineisenindustrie ist ein Vorkommen an Eisenerz. In diesem Falle war dies die bedeutende Sideritlagerstätte am Erzberg. Ein weiteres Element stellt der Transport des Rohmaterials dar: wenn möglich auf Flüssen (Enns, Ybbs), sonst über Land, auf Fuhrwerken. Schließlich die Weiterverarbeitung in Radwerken und Hammerwerken, meist an Orten, wo Energie in Form von Wasserkraft (Flüsse) und Holzkohle (Wald) bereitstand. Dies bedingte bei Produktionserhöhung eine starke Ausweitung des Wirtschaftsgebietes, notwendig geworden durch die zunehmende Abholzung der Wälder. In der Eisenwurzen war dies im Laufe des 14. Jahrhunderts der Fall.
Ein weiteres wesentliches Element war die Organisation der Nahrungsmittelproduktion und -heranschaffung. So waren im unwirtlichen Gebiet des steirischen Erzberges über 20.000 Knappen aus mehr als 100 km Entfernung zu versorgen. Die landwirtschaftlichen Betriebe mehrerer sog. Widmungsbezirke waren in dieses Versorgungssystem eingebunden.
Städte und Märkte (Steyr, Eisenerz, Waidhofen an der Ybbs, Scheibbs, Ybbsitz …) waren neben ihrer Bedeutung als sicherer Standort für Schmiedebetriebe vor allem auch die Schaltstellen des Metall- und Provianthandels. Der damalige Reichtum lässt sich an den noch heute vorhandenen architektonischen Zeugnissen ablesen.
Die Organisationsstruktur war einerseits dezentral, andererseits kam es zu einem komplex-arbeitsteiligen Zusammenspiel. Die bestehenden Wirtschaftskreisläufe wurden durch unzählige Privilegien und Rechte abgesichert.
Die Handelsbeziehungen reichten weit über das Habsburgerreich hinaus bis in den vorderen Orient, Russland, Böhmen, Ungarn, auf den Balkan und nach Süddeutschland.
An der obersten Stelle der sozialen Hierarchie standen die reichen Metall- und Provianthändler einerseits und die Grundherrschaften der landwirtschaftlichen Betriebe andererseits. Erst danach folgten die Hammerherren („Schwarze Grafen“) und auf niedriger Stufe die Lohnschmiede und schließlich die abhängigen Bauern.

## Gründe für den Niedergang der Kleineisenindustrie
Neue technologische Entwicklungen überrollten die jahrhundertelang gewachsenen Strukturen: So wurden durch die Errichtung von Eisenbahnlinien die Flüsse als Transportwege unwichtig. Die oft engen Täler der bisherigen Wirtschaftsgebiete erwiesen sich für die Erschließung durch die Eisenbahn großteils als ungeeignet. Steinkohle ersetzte die Holzkohle und Dampfmaschinen die wasserradbetriebenen Eisenhämmer. Die riesigen Stahlwerke wurden zu den Keimzellen der neu entstandenen Industriezentren, z. B. in Linz.